# نصرآباد (بخش مرکزی مشهد)
نصرآباد روستایی در دهستان درزآب بخش مرکزی شهرستان مشهد استان خراسان رضوی ایران است.

## جمعیت
بر پایه سرشماری عمومی نفوس و مسکن در سال ۱۳۹۵ جمعیت این روستا ۱۳۰ نفر (۴۵خانوار) بوده‌است.